# Maria Doriath
Maria Doriath (Urdos, Francia, 15 de marzo de 1913-10 de agosto de 2005), de soltera Bernado, fue una activista política comunista española, militante de la resistencia y concejala municipal del XII Distrito de París de 1947 a 1965.

## Biografía
Maria Doriath nació el 15 de marzo de 1913 en Urdos, en los Pirineos Atlánticos, hija de padres inmigrantes. Estudió en la Universidad Obrera de Georges Politzer.
Se incorporó al Partido Comunista Francés (PCF) en 1935, año en el que fue contratada como cajera-contable en Floria, una cervecería recién inaugurada en los Campos Elíseos. Hizo campañas a favor del sindicato de hoteles, restaurantes y bares, y fue miembro del Comité de Sección del VIII Distrito de París de 1937 a 1939. Fue arrestada por la policía francesa el 6 de febrero de 1940 y luego puesta en libertad por falta de pruebas. Reanudó sus actividades activistas y organizó los primeros comités populares en hoteles y restaurantes, mientras trabajaba en la cervecería Marignan en los Campos Elíseos. Abogó en particular por los derechos de la mujer y fue miembro del Consejo Nacional de la Unión de Mujeres Francesas.
Doriath participó en las batallas por la liberación del XI Distrito de París en la elaboración de cócteles molotov, y se convirtió en secretaria de sección en 1945.
Fue miembro de la oficina de la Federación de Sena del PCF. Fue elegida consejera general del Sena en octubre de 1947 y reelegida hasta 1965. Fue candidata comunista en las elecciones legislativas de 1958 y 1962 en la duodécima circunscripción de París y de 1968 en la undécima.
Maria Dorath murió el 10 de agosto de 2005. Está enterrada en el cementerio de Père Lachaise

## Legado
En abril de 2006, el concejo del distrito XII adoptó una resolución relativa a "la atribución del nombre de Maria Doriath a una calle o plaza de París". El Ayuntamiento de París adoptó el nombre de la reserva central del boulevard de Charonne y lo denominó calle Maria-Doriath en su honor, el 29 de septiembre de 2008. El decreto del 4 de noviembre se publicó en el boletín municipal del 28 de noviembre de 2008.